# Heliotropium tabuliplagae
Heliotropium tabuliplagae är en strävbladig växtart som beskrevs av L.A. Craven. Heliotropium tabuliplagae ingår i Heliotropsläktet som ingår i familjen strävbladiga växter. Inga underarter finns listade i Catalogue of Life.